# Formostenus bidentatus
Formostenus bidentatus là một loài tò vò trong họ Ichneumonidae.